# Rockfest Bohušovice

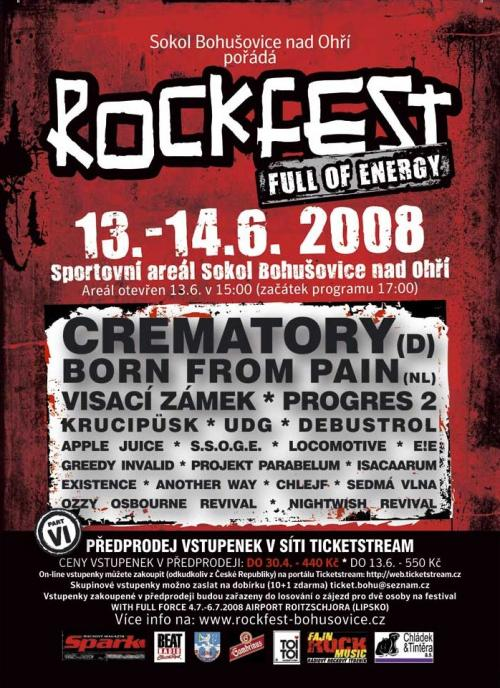
Program 2008

Rockfest Bohušovice byl hudební festival konaný do roku 2008 v Bohušovicích nad Ohří v okrese Litoměřice.

## Ročníky

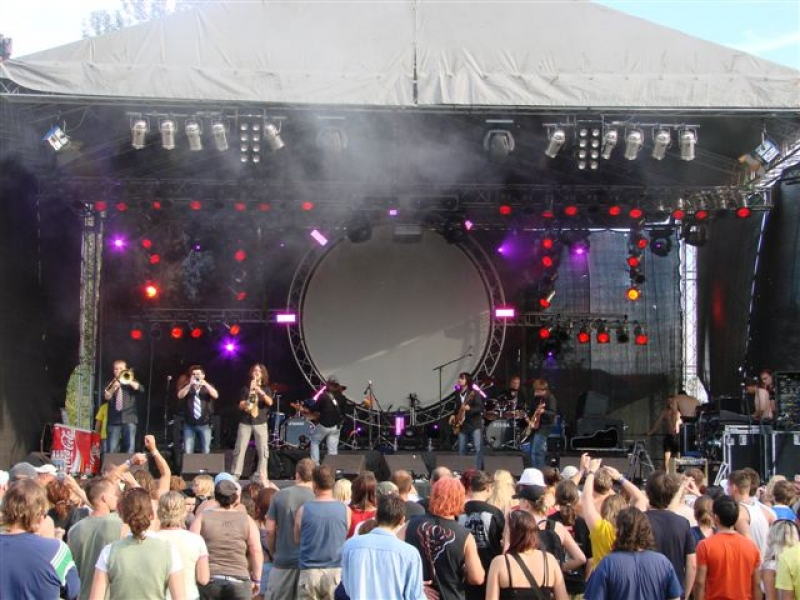
Skupina Kryštof

- Skupina Kryštof2003: Vladimír Mišík, Stará Škola, Jolly Joker, Speljbl's Helpers, Baťa a Kalábův něžný beat a další
- 2004: Škwor, Natural, Krucipüsk, Motorband, Stará škola, Baťa a Kalábův něžný beat a další
- 2005: Arakain, Krucipüsk, Vladimír Mišík a Etc, B.S.P., Gaia Mesiah, Ready Kirken, Škwor, Laura a její tygři, Sedmá vlna, Ignorance a další
- 2006: Škwor, Alkehol, Mewa, Zero, Ignorance, Törr, Anna K, Hyperion, Root, Burma Jones, Existence, Gaia Mesiah, Chainsaw, Jaksi Taksi a další
- 2007: Kryštof, Škwor, Kamil Střihavka a Leaders, Vilém Čok a Bypass, Hyperion, Kombajn, Magma Hotel, Už jsme doma a další

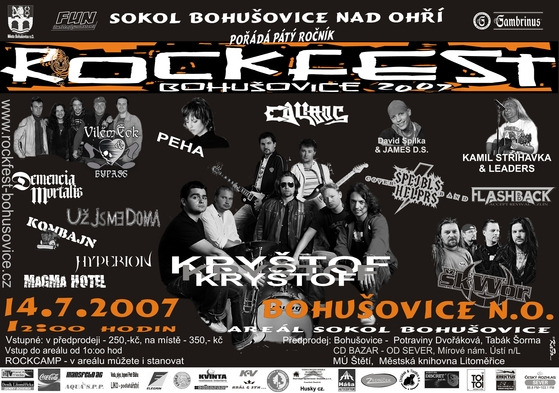
Program 2007

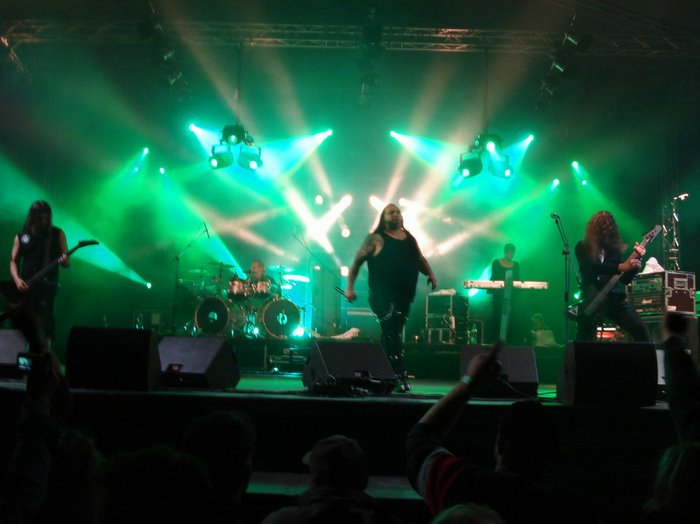
Rockfest 2008 - Crematory

- Program 2007Rockfest 2008 - Crematory2008: Crematory, Born From Pain, Visací zámek, Progres 2, Krucipüsk, UDG, Debustol, Chlejf, E!E, Greedy Invalid, Existence, Another Way a další